# Královna matka

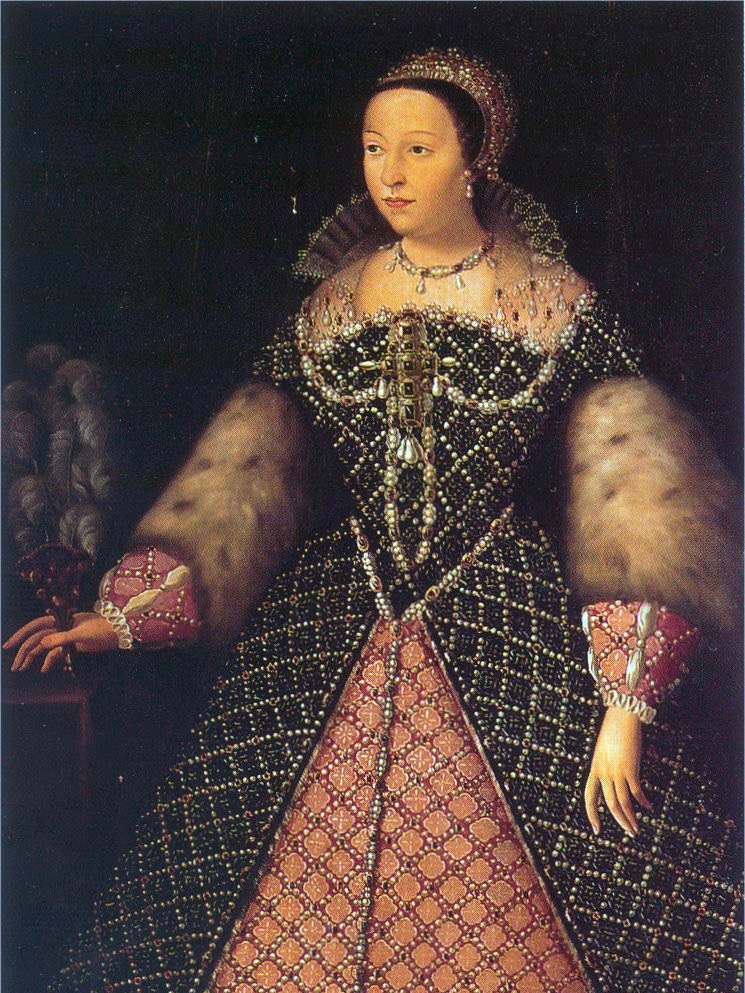
Kateřina Medicejská (1519–1589), manželka francouzského krále Jindřicha II. (vládl 1547–1559), matka králů Františka II. (1559–1560), Karla IX. (1560–1574) Jindřicha III. (1574–1589).

Královna matka je označení pro matku panujícího krále nebo královny.

## Úloha a pravomoci
Politickou či společenskou úlohu a pravomoci královny matky určují zvyklosti, či zákony příslušné země. 
V některých případech je vliv omezen pouze na rodičovskou radu synovi/dceři, jindy zastává královna matka ceremoniální funkce nebo některý reprezentativní úřad. V jiných případech ovšem je královna matka součástí kabinetu nebo působí jako regentka, případně může ovlivnit výběr nástupce. Královna matka má obvykle právo být oslovována jako Veličenstvo.

## Příklady osob
- Elizabeth Bowes-Lyon (známá jako Queen Mum / královna Maminka), matka britské královny Alžběty II.
- Maria z Tecku jako matka krále Edwarda VIII a krále Jiřího VI.
- Viktorie Sasko-Kobursko-Saalfeldská jako matka královny Viktorie
- Ayşe Hafsa Sultan jako matka osmantského sultána Sulejmana I.
- Alexandra Dánská jako matka britského krále Jiřího V.
- Kateřina Medicejská, jako matka francouzských králů Františka II., Karla IX. a Jindřicha III.
- Emma Waldecko-Pyrmontská jako matka nizozemské královny Vilemíny